# Stanislas Migolet
Stanislas Migolet, né le 1er août 1920 et mort à une date inconnue, est un homme politique franco-gabonais.

## Biographie
Il est désigné pour siéger au Sénat de la Communauté,,.
Il est ministre de l'Intérieur,,,.
En 1968, il est nommé ministre d'État chargé des Travaux publics, des Transports, des Postes et Télécommunications, des Relations avec le Parlement et de la suppléance de la vice-présidence du gouvernement,.